# 第38回選抜高等学校野球大会
第38回選抜高等学校野球大会（だい38かいせんばつこうとうがっこうやきゅうたいかい）は、1966年3月26日から4月3日まで阪神甲子園球場で行われた選抜高等学校野球大会である。

## 出場校
北海道
- 室蘭工（北海道、初出場）

東北
- 盛岡商（岩手、初出場）

関東
- 前橋工（群馬、初出場）
- 大宮（埼玉、6年ぶり2回目）

東京
- 佼成学園（東京、初出場）

北信越
- 金沢（石川、2年ぶり2回目）

中部
- 富士宮北（静岡、初出場）
- 中京商（愛知、2年連続19回目）
- 三重（三重、初出場）

近畿
- 平安（京都、2年ぶり24回目）
- 御所工（奈良、3年ぶり5回目）
- 高野山（和歌山、初出場）
- PL学園（大阪、2年連続4回目）
- 育英（兵庫、2年連続7回目）
- 兵庫（兵庫、11年ぶり4回目）

中国
- 米子東（鳥取、2年連続5回目）
- 邇摩（島根、初出場）
- 宇部商（山口、初出場）

四国
- 徳島商（徳島、2年連続10回目）
- 高知（高知、4年ぶり3回目）
- 土佐（高知、2年ぶり4回目）

九州
- 小倉（福岡、2年連続9回目）
- 宮崎商（宮崎、初出場）
- 高鍋（宮崎、2年連続3回目）

## 試合結果

### 1回戦
- 米子東 6 - 1 富士宮北
- 高知 10 - 1 兵庫
- 高鍋 6 - 1 徳島商
- 中京商 5 - 2 PL学園
- 大宮 5 - 1 宮崎商
- 平安 1 - 0 前橋工
- 室蘭工 8 - 2 邇摩
- 土佐 4 - 0 高野山

### 2回戦
- 金沢 6 - 1 御所工
- 宇部商 5 - 3 三重
- 小倉 7 - 1 佼成学園
- 育英 6 - 2 盛岡商
- 米子東 2 - 0 高知
- 中京商 6 - 5 高鍋
- 平安 5 - 4 大宮
- 土佐 10 - 2 室蘭工

### 準々決勝
- 中京商 11 - 2 米子東
- 宇部商 7 - 2 金沢
- 育英 9x - 8 小倉（延長13回）
- 土佐 1 - 0 平安

### 準決勝
- 中京商 5x - 4 宇部商（延長15回）[1][2]
- 土佐 7 - 1 育英

### 決勝
|        | 1 | 2 | 3 | 4 | 5 | 6 | 7 | 8 | 9 | R | H | E |
| ------ | - | - | - | - | - | - | - | - | - | - | - | - |
| 土佐   | 0 | 0 | 0 | 0 | 0 | 0 | 0 | 0 | 0 | 0 | 5 | 0 |
| 中京商 | 0 | 0 | 1 | 0 | 0 | 0 | 0 | 0 | X | 1 | 4 | 2 |

1. （土）：上岡 - 鎌田
2. （中）：加藤 - 矢沢
3. 審判
［球審］郷司
［塁審］三輪・中西明・三宅

| 土佐 | 土佐 | 土佐              |
| 打順 | 守備 | 選手              |
| ---- | ---- | ----------------- |
| 1    | [中] | 秋田学（3年）     |
| 2    | [左] | 尾崎博朗（3年）   |
| 3    | [二] | 竹下和夫（3年）   |
| 4    | [捕] | 鎌田扶紀夫（2年） |
| 5    | [投] | 上岡誠二（3年）   |
| 6    | [三] | 広田義典（2年）   |
| 7    | [右] | 角田進（3年）     |
| 8    | [一] | 橋本正仁（3年）   |
| 9    | [遊] | 川田雄平（2年）   |

| 中京商 | 中京商 | 中京商          |
| 打順   | 守備   | 選手            |
| ------ | ------ | --------------- |
| 1      | [三]   | 平林二郎（3年） |
| 2      | [中]   | 西脇昭次（3年） |
| 3      | [捕]   | 矢沢正（3年）   |
| 4      | [右]   | 伊熊博一（3年） |
| 5      | [二]   | 光岡俊郎（3年） |
| 6      | [投]   | 加藤英夫（3年） |
| 7      | [一]   | 川口勉（2年）   |
| 8      | [左]   | 片野正人（3年） |
| 9      | [遊]   | 芝田政博（3年） |

## 大会本塁打
- 第1号：森沢康夫（高知）
- 第2号：横田幸一（高知）
- 第3号：水元茂（高知）
- 第4号：秋田学（土佐）
- 第5号：渋谷洋一（三重）
- 第6号：吹抜賢一（育英）

## その他の主な出場選手
- 金子勝美（大宮）
- 吉田誠（大宮）
- 大島忠一（中京商）
- 水谷孝（三重）
- 榎本直樹（三重）
- 畑矢敬治（平安）
- 門野利治（平安）
- 杉政忠雄（平安）
- 江島巧（平安）

- 忍全功（御所工）
- 加藤英治（PL学園）
- 加藤秀司（PL学園）
- 野口善男（PL学園）
- 大野俊三（兵庫）
- 岡田光雄（邇摩）
- 有田哲三（宇部商）
- 玉国光男（宇部商）
- 弘田澄男（高知）